# Batak (Philippinen)
Die Batak sind ein kleines Volk auf der philippinischen Insel Palawan. Sie sind nicht zu verwechseln mit den indonesischen Batak auf Sumatra.
Sie haben negritische Wurzeln und sind die kleinste ethnolinguistische Gruppe auf Palawan mit einer rein austronesischen Sprache.
Die Batak leben auf der Insel Palawan in den inneren Bergen nördlich von Puerto Princessa und in dem Gebiet zwischen dem Babuyan-Fluss und dem Dorf Malcampo.
Noch 1980 funktionierte das von den Batak angewandte System des Brandrodungsackerbaus. In den Folgejahren wurde diese traditionelle Wirtschaftsform zunehmend unproduktiv. Dabei spielten politische Rahmenbedingungen von außen eine wichtige Rolle.
Nur noch 1780, nach anderen Quellen 300 Mitglieder zählend, drohen Gemeinschaft und Kultur der Batak auszusterben.

## Zur Herkunft
Während der chinesischen Periode der Drei Kaiserreiche wurden „kleine, dunkle Menschen“ von den Han-Menschen südwärts vertrieben. Einige siedelten sich in Thailand an, andere in Malaysia, und wieder andere gingen noch weiter in den Süden nach Indonesien, Sumatra, Borneo und den Philippinen, wobei sie Landbrücken zwischen Palawan und Borneo nutzten.